# Melitene
Melitene era il nome dell'antica fortezza legionaria della provincia romana della Cappadocia, che corrisponde all'odierna città turca di Malatya. Era posizionata di fronte al regno d'Armenia.

## Storia

### Da Tiberio a Nerone
In seguito all'annessione della provincia di Cappadocia, avvenuta sotto l'imperatore Tiberio nel 17 furono posti lungo il fiume Eufrate alcuni forti militari a presidio del settore settentrionale del limes settentrionale orientale. Qui, come in altre località, potrebbe essere sorto un primo sito di milizie ausiliarie.
Tacito racconta che durante la campagna di Gneo Domizio Corbulone del 63, il grosso delle sue truppe fu concentrato proprio a Melitene.

### Da Vespasiano alla Notitia Dignitatum
Una volta terminata la guerra civile e volgendo ormai verso la conclusione la prima guerra giudaica, la legio XII Fulminata e la XVI Flavia Firma furono destinate alla provincia di Cappadocia dal 70, la prima con destinazione Melitene, la seconda fu posizionata a Satala, a protezione del confine dell'Eufrate.
La legione XII Fulminata rimase a presidio di questo tratto di limes fino alla fine del IV secolo come è testimoniato dalla Notitia Dignitatum (databile al 387 circa).
La tradizione cattolica associa a quest'ultima legione il martire cristiano sant'Espedito, nativo della stessa Melitene, venerato ancora oggi come taumaturgo e patrono delle cause impossibili da risolversi rapidamente. 
Nel 377 vi nacque sant'Eutimio (377-473), uno dei fondatori del monachesimo bizantino in Palestina.

### Personaggi
- Tiberio Claudio Nerone
- Gneo Domizio Corbulone
- Vespasiano
- Gabriele di Melitene
- Espedito di Melitene

### Località geografiche/altro
- Cappadocia (provincia romana)
- Lista di fortezze legionarie romane
- Limes romano
- Malatya
- Satala
- Legio XII Fulminata